# São Gonçalo do Rio Abaixo
São Gonçalo do Rio Abaixo é um município brasileiro do estado de Minas Gerais. Sua população recenseada em 2022 era de 11 850 habitantes.

## História
As primeiras famílias da região vieram de diversas localidades, migrantes, principalmente do Rio de Janeiro, Salvador, Guaratinguetá, São Paulo, Ouro Preto e Mariana. Esses primeiros desbravadores passaram a ocupar o território, em grande parte, pela afoita procura de terras férteis para a prática da agricultura, às margens do rio Una.
Apesar de São Gonçalo do Rio Abaixo não ter prosperado como as demais localidades da região aurífera, pode-se comprovar que o seu território se baseava na mão de obra escravizada e que era responsável por considerável produção agrícola.
Um grande número de portugueses, vindos principalmente de Braga, também migraram para a região. Estes portugueses deram origem as tradicionais famílias do povoado e deixaram como prova de sua influência a escolha do padroeiro do arraial do Rio Abaixo, São Gonçalo do Amarante, santo de origem portuguesa.
O povoado surgiu na década de 1720, às margens do rio Santa Bárbara, ao pé da Serra do Catunguí. Dá-se como origem do topônimo, homenagem ao padroeiro São Gonçalo do Amarante e por existir no município de Santa Bárbara de onde se desmembrou, um povoado com o nome de São Gonçalo do Rio Acima, daí, para se destacar, optou-se por São Gonçalo do Rio Abaixo.
O arraial foi elevado a categoria de distrito em 1880, pela lei estadual nº 471 e a município em 30 de dezembro de 1962, pela lei estadual nº 2.764.
Desde 2006, a Vale S.A. tem explorado minério de ferro na região, aumentando a arrecadação e o desenvolvimento urbano. Porém, a recessão econômica, iniciada em 2014, desacelerou as operações mineradoras, causando desemprego e quedas de receita.

## Geografia
De acordo com a divisão regional vigente desde 2017, instituída pelo IBGE, o município pertence às Regiões Geográficas Intermediária de Ipatinga e Imediata de João Monlevade. Até então, com a vigência das divisões em microrregiões e mesorregiões, fazia parte da microrregião de Itabira, que por sua vez estava incluída na mesorregião Metropolitana de Belo Horizonte.

## Usina Hidrelétrica de Peti
Uma das atrações turísticas e de desenvolvimento industrial da cidade é a Usina Hidrelétrica e Estação Ambiental de Peti, pertencente à CEMIG. Teve o início de sua construção em 1942 e inauguração em maio de 1946, possui uma geração de 9,4 MW e atende diretamente as cidades de São Gonçalo do Rio Abaixo, Santa Bárbara, Catas Altas e Barão de Cocais.

## Imagens

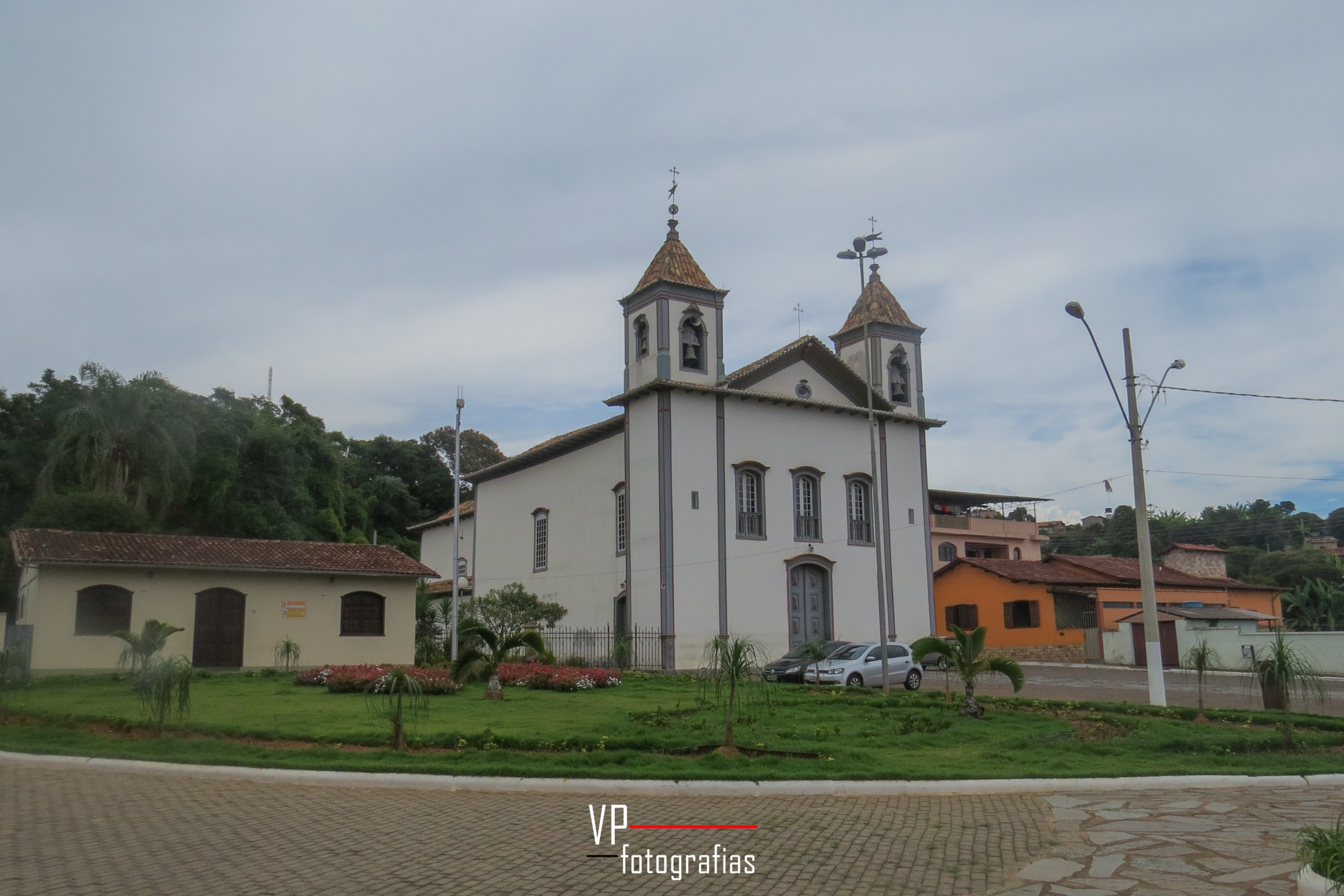
Igreja Matriz de São Gonçalo do Rio Abaixo
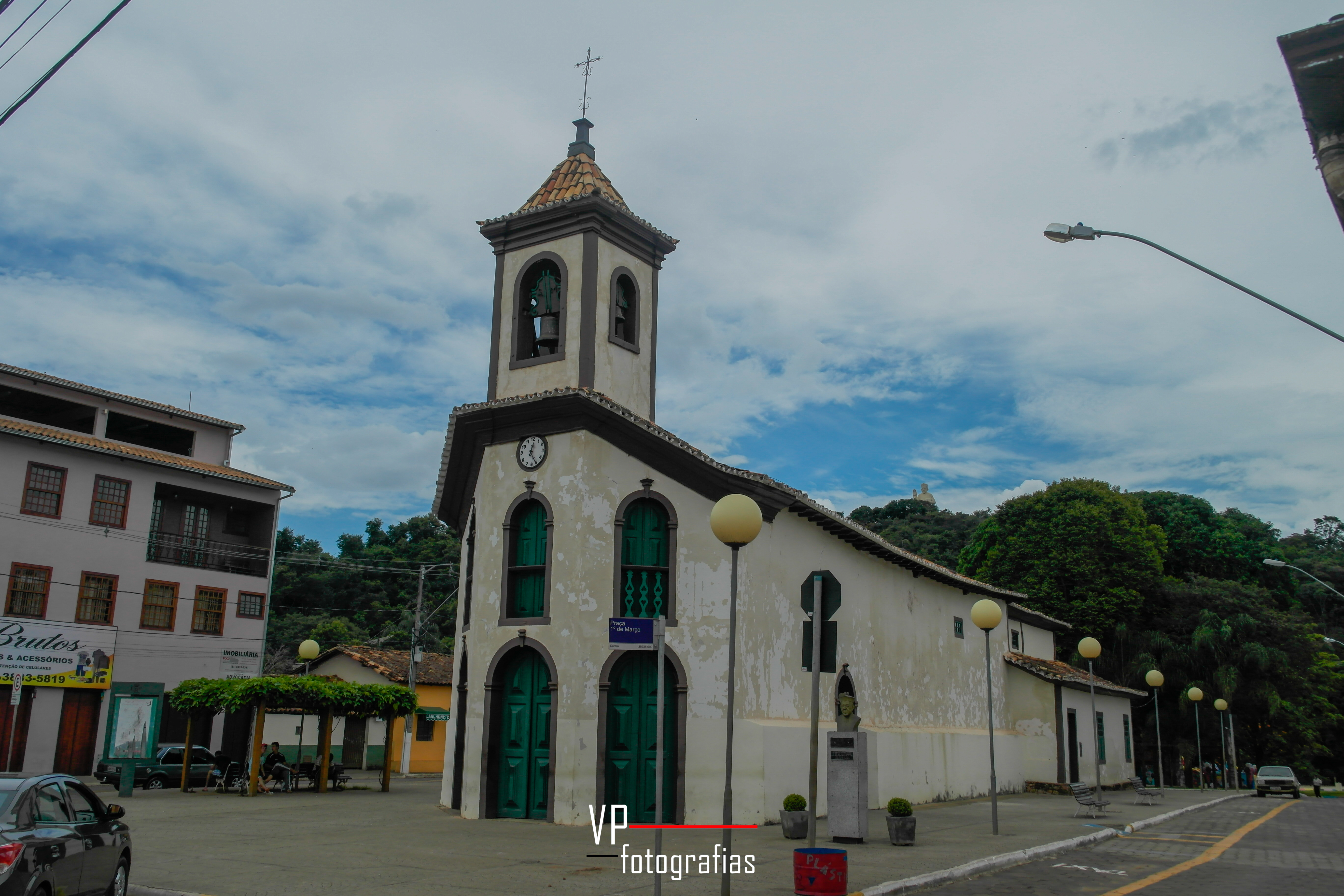
Igreja Nossa Senhora do Rosário
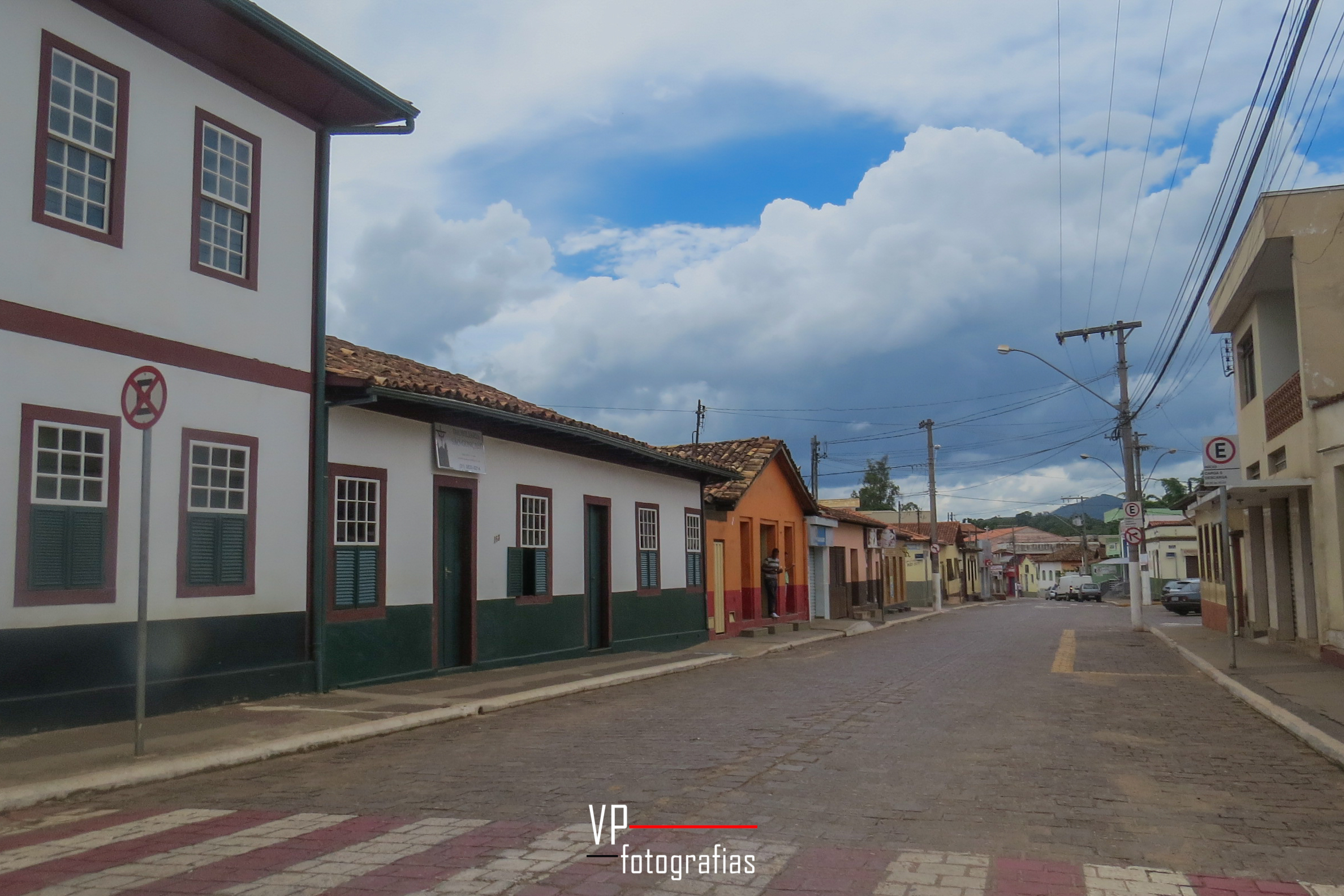
Rua na cidade
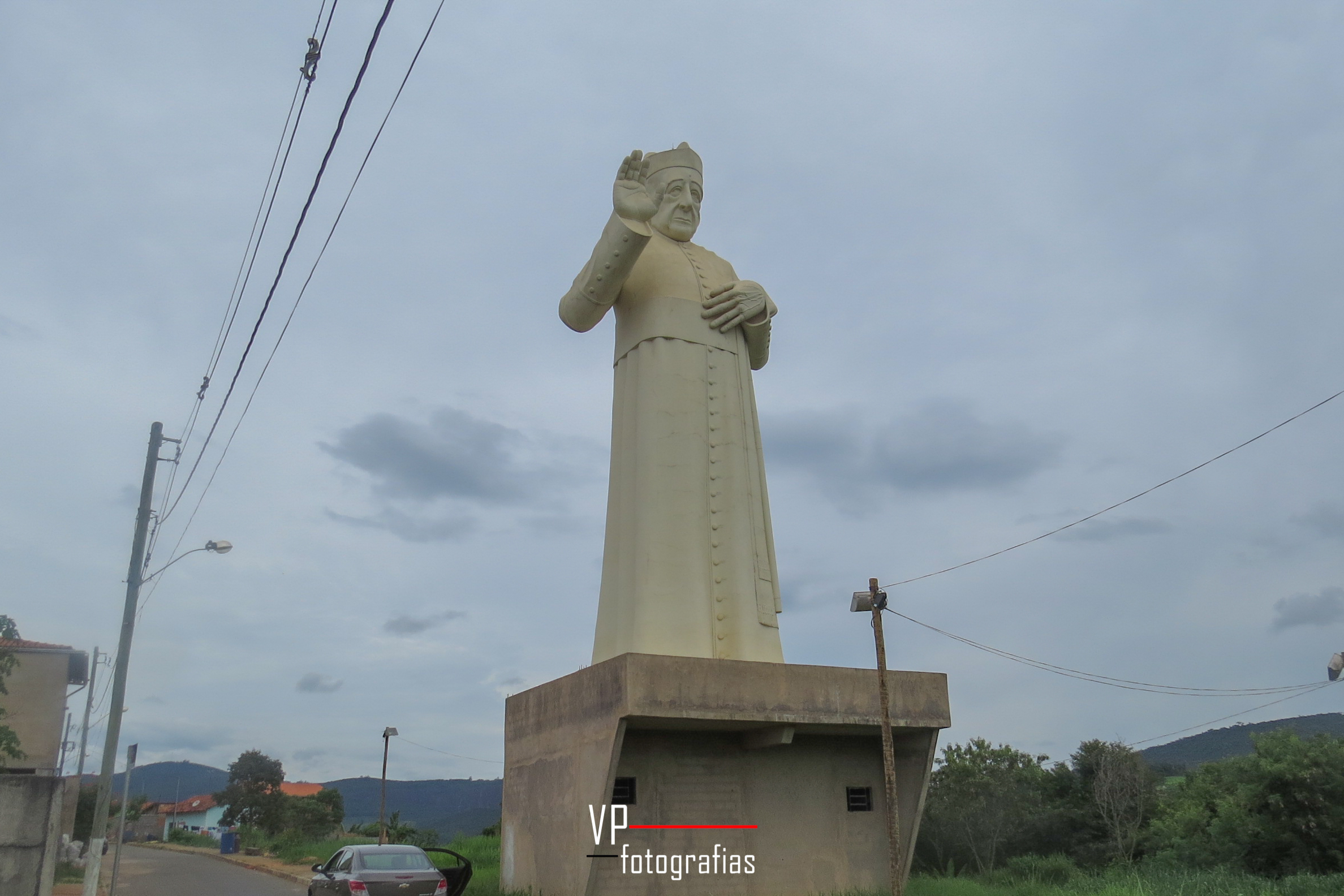
Estátua Padre João em 2015